# Mercy Brown (halterófila)
Mercy Opeyemi Brown (Londres, 20 de junio de 1996) es una deportista británica que compitió en halterofilia. Ganó una medalla de plata en el Campeonato Europeo de Halterofilia de 2016, en la categoría de +75 kg.

## Palmarés internacional
| Campeonato Europeo | Campeonato Europeo | Campeonato Europeo | Campeonato Europeo |
| Año                | Lugar              | Medalla            | Categoría          |
| ------------------ | ------------------ | ------------------ | ------------------ |
| 2016               | Førde (Noruega)    | Medalla de plata   | +75 kg             |